# Beetebuerger Basket Club Nitia
Il Beetebuerger Basket Club Nitia è una società cestistica avente sede a Bettembourg, in Lussemburgo. Fondata nel 1932, gioca nel campionato di pallacanestro lussemburghese.

## Palmarès
- Campionato lussemburghese: 16

1934, 1935, 1936, 1937, 1938, 1939, 1940, 1945, 1946, 1947, 1948, 1949, 1950, 1951, 1953, 1954
- Coppa del Lussemburgo: 3

1954, 1958, 1968